# Hamadi Camara
Hamadi Camara (* 12. Januar 1942) ist ein malischer Judoka.

## Erfolge
Camara ging 1972 bei den Olympischen Spielen in München im Halbschwergewicht an den Start. Er erreichte Rang 19.